# کوهستان زمزمه‌گر
کوهستان زمزمه‌گر (به انگلیسی: The Whispering Mountain) که در فارسی تحت‌عنوان بِنِ کلاه‌انجیری هم منتشر شده، یکی از آثار مهم جوآن آیکین است که در سال ۱۹۶۸ منتشر شد. او برای نگارش این کتاب برندهٔ جایزهٔ گاردین شد.
حسن پستا این رمان را به فارسی ترجمه کرده‌است.